# Complex de Plainview

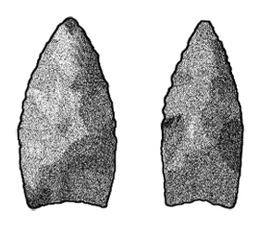
Punxes Plainview

El complex de Plainview és una cultura paleoamericana datada entre el 10.000-9.000 abans de la nostra era caracteritzada per les punxes lítiques conegudes com a punxes Plainview. Va rebre el nom en 1947 després del descobriment d'un gran partida de punxes de llança lanceolades amb bases còncaves que es van trobar en un lloc de matança de bisons antics al llarg del riu Running Water Draw, prop de la ciutat de Plainview a Texas. La punxa es troba principalment a les Planes del Sud, tanmateix aquesta gamma pot ser de vegades identificat erròniament, ja que el terme "Plainview" es va utilitzar anteriorment com un terme general per descriure punts lanceoladesa la totalitat de les Planes, així com la l'est de l'alta vall del Mississipi.

## Classificació
La classificació de la punta de Plainview es va fer el 1947 per Glen Evans, G. E. Meade i E. H. Sellards d'una partida de punxes de llança lanceolades amb bases còncaves trobades al llarg del riu Running Water Draw prop de la ciutat de  Plainview de Texas. Almenys vint exemplars van ser recuperats des d'aquest lloc, que era el lloc de matança de bisons antics. Plainview fou usat prèviament com un terme general per descriure punts lanceoladesa la totalitat de les Planes, així com la l'est de l'alta Vall del Mississippi el que les punxes es van classificar com un subtipus de Plainview. Tanmateix aquesta asseveració fou rebutjada i revisada més tard liderant la nova classificació de punxes lítiques. La punxa Golondrina (antigament Golondrina Plainview) era un d'aquests tipus erròniament anomenats com a Plainview.

## Descripció
Plainview és descrit amb costats paral·lels o convexos amb una base còncava. Es considera que és una punxa Plano.

## Comparació amb altres puntes lítiques
Plainview és estilísticament i morfològicament similar a la punxa Goshen, tot i que aquests tipus es concentren principalment al nord de les Planes i pot precedir Plainview en gairebé mil anys.

## Complex de Plainview
El complex de Plainview, que es distingeix per la punxa Plainview, és similar al complex Goshen. A causa de la diversitat dels punts que es troba al tipus de jaciment de Plainview (Texas), el complex ha estat interpretat àmpliament, podran agrupar-se amb les punxes Agate Basin, Firstview, Golondrina, i Milnesand. Els llocs de matança i despedaçament de Plainview es troben a Nou Mèxic, Nebraska, Oklahoma, i Texas.